# István Batházi
István Batházi (Budapest, Hungría, 16 de diciembre de 1978) es un nadador retirado especializado en pruebas de estilo combinado. Fue campeón de Europa en la prueba de 400 metros estilos durante el  Campeonato Europeo de Natación de 2000.
Representó a Hungría en los Juegos Olímpicos de Atlanta 1996 y Sídney 2000.

## Palmarés internacional
| Campeonato Europeo de Natación | Campeonato Europeo de Natación | Campeonato Europeo de Natación | Campeonato Europeo de Natación |
| Año                            | Lugar                          | Medalla                        | Prueba                         |
| ------------------------------ | ------------------------------ | ------------------------------ | ------------------------------ |
| 2000                           | Helsinki (Finlandia)           | Medalla de oro                 | 400 m estilos                  |
| 2002                           | Berlín (Alemania)              | Medalla de plata               | 400 m estilos                  |